# Leschenaultia albifacies
Leschenaultia albifacies là một loài ruồi trong họ Tachinidae.